# 1973년 칸 영화제
제26회 칸 영화제는 1973년 5월 10일부터 1973년 5월 25일까지 열린 영화제이다. 프랑스 칸에서 개최되었다.

## 수상

### 황금종려상
- 허수아비 - 제리 샤츠버그 수상
- 하수인 - 앨런 브릿지즈 수상
- 일렉트라 글라이드 인 블루 - 제임스 윌리엄 구어시오
- 감마선은 금잔화에 어떤 영향을 끼쳤나? - 폴 뉴먼

### 심사위원대상
- 엄마와 창녀 - 장 유스탄체 수상

### 여우주연상
- 감마선은 금잔화에 어떤 영향을 끼쳤나? - 조앤 우드워드 수상

### 남우주연상
- 사랑과 무정부 - 지안카를로 지아니니 수상